# Patrick Ness
Patrick Ness (* 17. října 1971) je americký spisovatel a novinář, v současnosti žijící v Londýně. Má dvojí občanství (americké a britské). Je známý díky knihám pro mládež, včetně trilogie Chaos (2008–2010) a Volání netvora (2011).

## Biografie
Patrick Ness se narodil na vojenské základně Fort Belvoir ve Virginii, kde byl jeho otec poručíkem Armády Spojených států. Poté se přestěhoval na Havaj, kde žil následujících šest let. Dalších deset let strávil ve Washingtonu. Poté odcestoval do Los Angeles. Zde studoval anglickou literaturu na Univerzitě Jižní Kalifornie.
Po dokončení univerzity pracoval jako spisovatel pro kabelovou společnost. V roce 1997 vydal první povídku v časopisu Genre a začal pracovat na své první novele. V roce 1999 se odstěhoval do Londýna. Zde učil tvůrčí psaní na Oxfordské univerzitě a začal psát recenze pro The Daily Telegraph, The Sunday Telegraph. Od června 2012 píše pro The Guardian.
Nakladatelství Walker Books vydalo během let 2008 až 2010 jeho první tři novely. První byl román Hlas nože (The Knife of Never Letting Go, 2008), který vyhrál každoroční soutěž Guardian Children's Fiction Prize. Následovala pokračování Temný ráj (The Ask and the Answer, 2009) a Válka Hluku (Monsters of Men, 2010). Společně se série nazývá Trilogie Chaos. Hlas nože byl poté znovu vydán pod titulem Chaos Walking: Book One. Následně Patrick Ness vydal 3 krátké povídky doplňující Trilogii Chaosu: The New World (prequel k Hlasu nože), The Wide, Wide Sea (prequel k Temnému ráji) a Snowscape (volné pokračování třetího dílu). Všechny tři povídky jsou k dispozici online.
Další novelu, Volání netvora (A Monsters Calls), vydal v roce 2011. Za knihu obdržel CILIP Carnegie Medal. Jim Kay, který knihu ilustroval, získal CILIP Kate Greenaway Medal. Poprvé tak obě ocenění získala jedna kniha. 
Filmová verze Volání netvora měla v kinech premiéru 14. října 2016.
Jeho další kniha Něco víc (More Than This) vyšla 5. září 2013. a byla nominována na Carnegie Medal 2015. 
27. srpna 2015 vydal Ness knihu My ostatní tu prostě žijem (The Rest of Us Just Live Here).
1. října 2015 BBC oznámilo, že Patrick Ness bude scenárista nového spin-off k seriálu Pán času.

## Díla

### Scénář
- Volání netvora: Příběh života (2016)
- Class (2016)
- Chaos Walking (2019)

### Pro mládež
- Trilogie Chaos:
  - Hlas nože (Walker, 2008; česky Jota, 2011)
  - Temný ráj (Walker, 2009; česky Jota, 2011)
  - Válka Hluku (Walker, 2010; česky Jota, 2012)
  - The New World (2013)
  - The Wide, Wide Sea (2013)
  - Snowscape (2013)
- Volání netvora (Walker, 2011; česky Jota, 2012) – podle námětu Siobhan Dowdové
- Doctor Who: Tip of the Tongue (2013) – pouze e-kniha
- Něco víc (Walker, 2013; česky Slovart, 2017)
- My ostatní tu prostě žijem (Walker, 2015; česky Slovart, 2016)
- Nejdelší den Adama T. (Walker, 2017, česky Slovart, 2018)
- And the Ocean Was Our Sky (Walker, 2018)

### Pro dospělé
- The Crash of Hennington (HarperCollins Flamingo, 2003)
- Topics About Which I Know Nothing (HarperCollins Perennial, 2005) – krátké povídky
- The Crane Wife (Canongate Books, 2013)